# Strandhagens naturreservat, Mörbylånga kommun
Strandhagen är ett naturreservat i Mörbylånga kommun i Kalmar län.
Området är naturskyddat sedan 1939 och är 1 hektar stort. Reservatet består av ett strandnära kalkgräsområde vid Kalmarsund, vars artrikedom hävdas genom betning